# 克里斯蒂娜港
克里斯蒂娜港（瑞典語：Kristinehamn）是瑞典韦姆兰省克里斯蒂娜港市镇的城区。
克里斯蒂娜港位于维纳恩湖畔，维纳恩河的入湖口处，当时河上有一座桥，城镇沿桥分布，镇原名“布鲁”，瑞典语的意思就是“桥”，1642年，根据克里斯蒂娜女王改名。